# St. Petrus in Ketten (Bliesmengen-Bolchen)

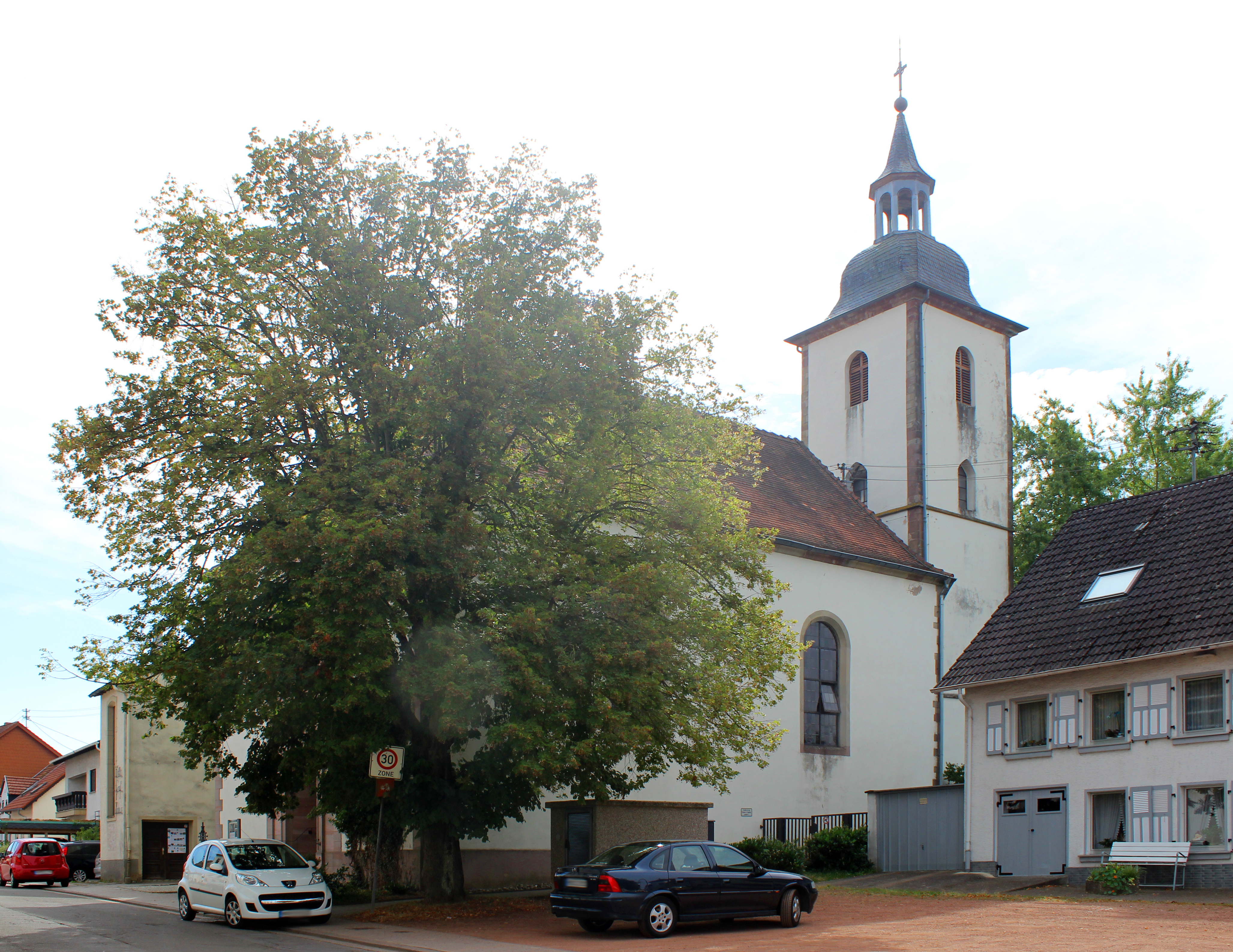
Blick auf die Westseite der Kapelle

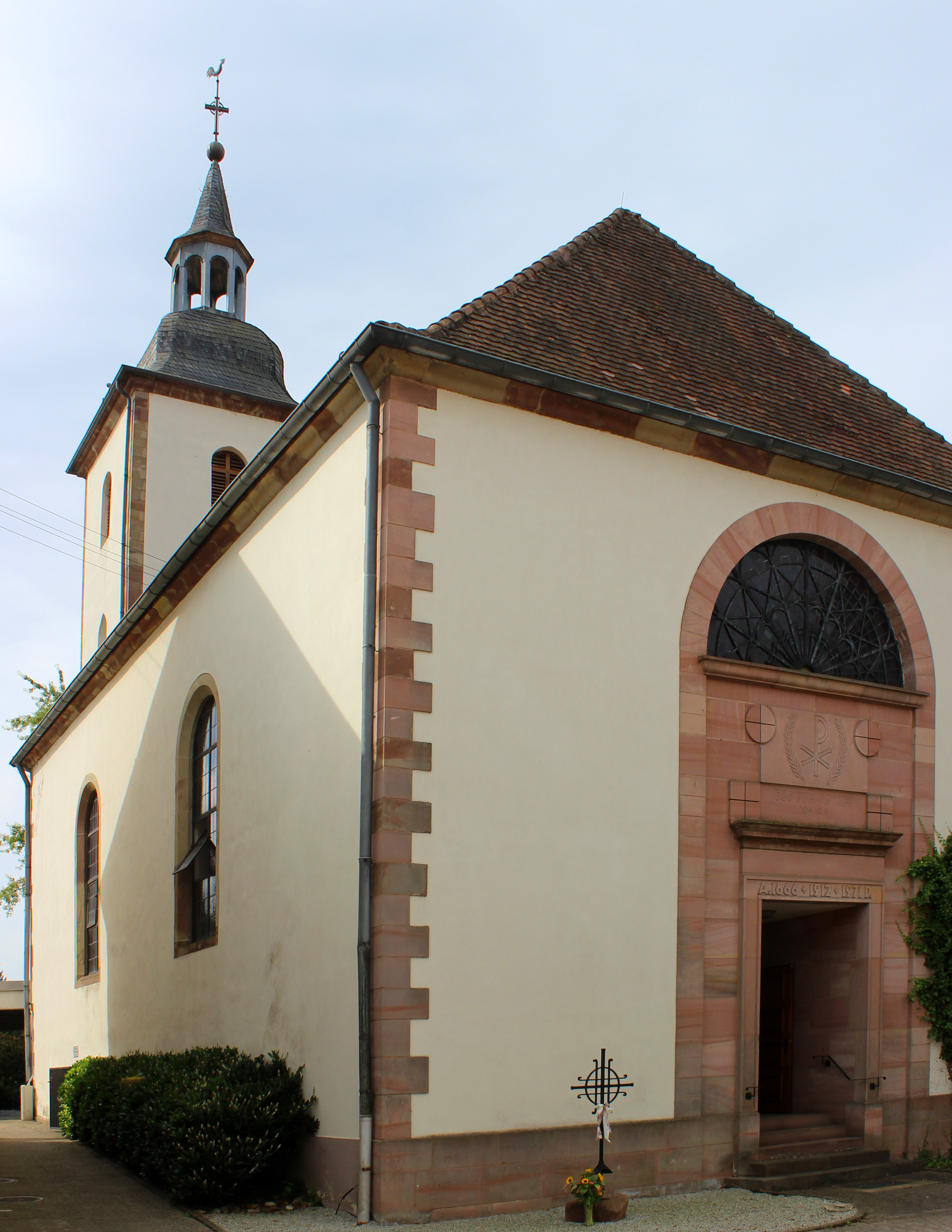
Nordportal und Ostseite

St. Petrus in Ketten ist eine ehemalige römisch-katholische Kirche im Ortsteil Bliesmengen-Bolchen der saarländischen Gemeinde Mandelbachtal. Sie steht als Einzeldenkmal unter Denkmalschutz und wird heute als Friedhofskapelle der Gemeinde genutzt.

## Geschichte
Der älteste Teil der Kirche stammt aus dem 14. Jahrhundert. 1752 wurde die heutige Kirche erbaut und 1866 nach Norden erweitert. Im Zweiten Weltkrieg wurde das Gebäude 1944 zerstört und 1948 unter Leitung des St. Ingberter Architekten Ludwig Kreischer wiederaufgebaut. In den 1970er Jahren wurde die Kirche für die stark gewachsene Gemeinde zu klein: Man erbaute die neue Kirche St. Paulus. St. Petrus in Ketten wurde 1972 zur Friedhofskapelle. Man hatte den Bau 1971 im Westen gekürzt und stellte die alte Fassade zurückgesetzt wieder her. Der Hochaltar, der ursprünglich aus dem Kloster Gräfinthal stammte und 1785 in Bliesmengen-Bolchen aufgestellt wurde, wurde in die neue Kirche verbracht. Gleichzeitig schuf man im Osten einen modernen Anbau zur Aufbahrung von Särgen. 
2008/09 wurde die Kirche umfassend restauriert. Dabei entdeckte man das Sandsteingewände der Sakristeitür aus dem 15. Jahrhundert im Scheitelpunkt des Chorraums und legte dieses frei.

## Architektur
Der nach Süden ausgerichtete Putzbau mit Walmdach und niedrigem Sandsteinsockel wird über ein Nordportal betreten. Im Süden schließt die Saalkirche mit einem dreiseitigen Chor ab, an den sich der Turm über quadratischem Grundriss anschließt. Ältester Teil des Bauwerks sind die beiden Untergeschosse des dreigeschossigen Turms mit gotischen Spitzbogenfenstern. Die Haube des Turmes war ursprünglich von einer geschlossenen oktogonalen Laterne bekrönt. Heute ist diese durch eine offene ersetzt.
Typisch für die Zeit des Barock ist die Eckquaderung aus Sandstein. Der Turm wird zusätzlich durch Geschossgesimse gegliedert. Die Langseiten besaßen ursprünglich je drei Fensterachsen mit Rundbögen. Nach der Verkürzung des Kirchenschiffs sind davon zwei Fensterachsen geblieben. An den Seiten des Chores wurde je ein weiteres Fenster mit Rundbogen eingesetzt.
Das Portal liegt auf der nördlichen Giebelseite. Der Eingangsbereich führt über Stufen im Gewände zur Tür. Über dem Portal steht in einer Sandsteinrahmung: A. 1866 + 1912 + 1971 D. Darüber ein Giebelfeld mit gerader, leicht profilierter Verdachung. In einem weiteren Feld darüber steht in Anlehnung an die ersten Worte aus Johannes 10,9: Ego sum ostium, bekrönt von einem großen Christusmonogramm. Dieser Bereich wird von einer kehlförmigen Auskragung geschützt und von geometrischen Formen verziert. Einfache Lisenen rahmen den kompletten Portalaufbau ein und bilden einen großen Rundbogen mit Lünettenfenster.
Im Süden schließt sich an das Kirchengebäude der Friedhof des Ortsteils an.